# Гортонолит
Гортонолит — железисто-магнезиальная разновидность оливина (Mg,Fe)2[SiO4]. По К. Фрею — магнезиальний фаялит. Примеси: NiO, ТіО2. Сингония ромбическая. Ромбодипирамидальний вид. Кристаллы редки, подобны кристаллам оливина. Обычно встречается в сплошных массах. Спайность несовершенная. Плотность 3,91-4,0. Твёрдость 6,5. Сплошные массы желтовато-серого, тёмно-бурого и чёрного цвета. Блеск стеклянный. Оптические константы имеют промежуточное значение между форстеритом и фаялитом.